# 横田光幸
横田 光幸（よこた みつゆき、1979年11月3日 - ）は、日本のフリーアナウンサーである。
愛知県豊橋市出身。愛知県立豊橋東高等学校、静岡大学工学部卒業。

## 略歴
- 2003年4月、青森テレビに入社。
- 2007年1月、ATVニュースワイドのキャスターを担当。
- 2008年6月、青森テレビを退社。
- 2008年8月、テレビ信州に移籍。
- 2016年8月26日、ゆうがたGet!を卒業[5]し、テレビ信州を退社。

## 人物
- 特技は器械体操、温泉ソムリエの資格を持つ[1]。
- 青森放送元アナウンサーの夏目浩光[3]、テレビ新潟放送網アナウンサーの斎藤久美子[6]、テレビ愛知アナウンサーの天野なな実は自身と同じ高校の出身にあたる。

## エピソード
- 2010年4月に放送された情報ライブ ミヤネ屋での御柱祭木落としの生中継では、当初予定されていた7分間の中継の予定が、祭りの進行が遅れ40分以上の生中継になった[7]。

## 現在の出演番組
- Bリーグ中継（リーグ制作の公式映像）
- news zero 東海地区ローカルニュース（中京テレビ）

## 過去の出演番組

### 青森テレビ
- らくてんスタジオ
- いちじまえ
- ATVニュースワイド（2007年1月4日 - 2008年6月27日）- メインキャスター
- おしゃべりハウス「よこたCheck」（月曜不定期）
- ATVニュース

### テレビ信州
- ゆうがたGet!（2008年8月22日 - 2016年8月26日）
- 信州ディスカバリーTV UPグランプリ（2012年7月7日 - 2015年9月5日）
- 〜Go to the TOP!〜 アップデートテレビ（2015年12月5日 - 2016年8月20日）
- スポーツ実況（全国高校ラグビー県大会決勝 他）
- スポーツジェネレーション - ナレーション
- 24時間テレビ 「愛は地球を救う」 長野会場　- 総合司会
- 全国高等学校サッカー選手権大会長野県大会決勝（2008年 - ）
- 情報ライブ ミヤネ屋 御柱祭中継（2009年、2016年）
- 全国高等学校クイズ選手権長野県大会（2012年 - ）- 総合司会
- TSBニュース

### フリー
- 2016プレミアム体操東京（2016年10月30日、TOKYO MX）- 実況
- 第17回 全農 日本ミックスダブルスカーリング選手権大会（日本カーリング協会制作のYouTube配信）